# 안토니오 모레노

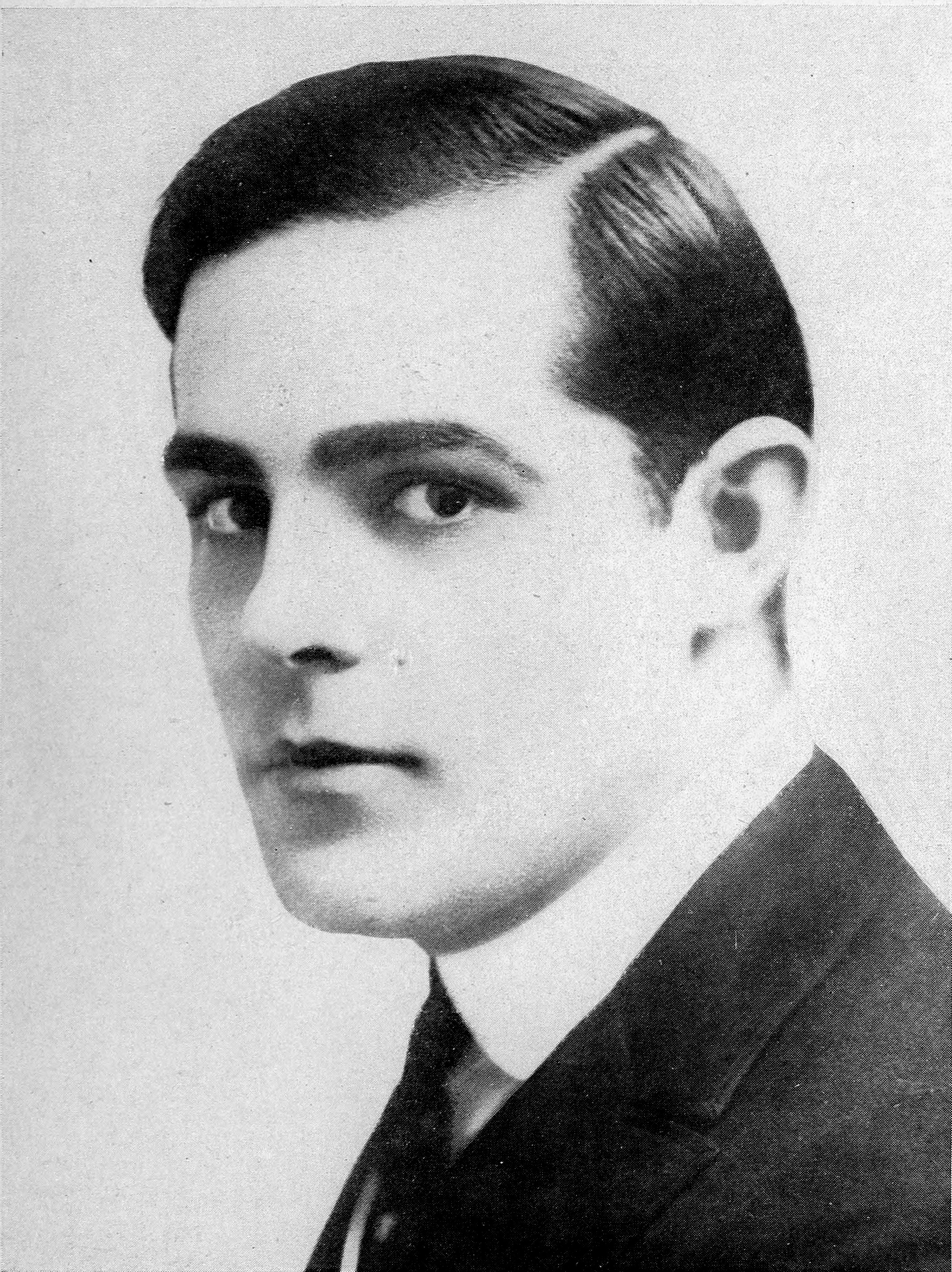

안토니오 모레노(Antonio Garrido Monteagudo, 1887년 9월 26일 ~ 1967년 2월 15일)는 스페인의 배우, 영화 감독, 영화배우, 음악가이다.
마드리드에서 태어났으며 베벌리힐스에서 사망하였다. 사인은 심부전이다. 포리스트 론 메모리얼 파크에 매장되었다.

## 영화
- 반다의 방 (2000년)
- 라스트 데스페라도 (2000년)
- 바하인드 더 마크 오브 조로 (1965년)
- 수색자 (1956년)
- 해양 괴물 (1954년) - 칼 마이아 역
- 에어 코만도 (1953년)
- 위기 (1950년)
- 페드로 선장의 모험 (1947년)
- 스페니쉬 메인 (1945년)
- 데이 멧 인 아르헨티나 (1941년)
- 축제 (1941년)
- 더 스페인 댄서 (1923년)
- 픽 앨리의 총잡이 (1912년)